# Diecezja Tambacounda
Diecezja Tambacounda – diecezja rzymskokatolicka w Senegalu. Powstała w 1970 jako prefektura apostolska. Diecezja od 1989.

## Biskupi diecezjalni
- Prefekci apostolscy
  - O. Clément Cailleau, C.S.Sp. (1970 – 1986)
- Biskupi
  - Bp Jean-Noël Diouf (1989 – 2017)
  - Bp Paul Abel Mamba (od 2022)